# San Miguel del Bala
San Miguel del Bala är en ort i Bolivia.   Den ligger i departementet La Paz, i den nordvästra delen av landet, 600 km norr om huvudstaden Sucre. San Miguel del Bala ligger 235 meter över havet och antalet invånare är 235.
Terrängen runt San Miguel del Bala är kuperad. Runt San Miguel del Bala är det mycket glesbefolkat, med 2 invånare per kvadratkilometer.. Närmaste större samhälle är Rurrenabaque, 8,7 km nordväst om San Miguel del Bala.
I omgivningarna runt San Miguel del Bala växer i huvudsak städsegrön lövskog.